# Cmentarz wojenny nr 5 – Grab
Cmentarz wojenny nr 5 – Grab – zabytkowy cmentarz z I wojny światowej zaprojektowany przez Dušana Jurkoviča, znajdujący się w miejscowości Grab w gminie Krempna w powiecie jasielskim. Jeden z ponad 400 zachodniogalicyjskich cmentarzy wojennych zbudowanych przez Oddział Grobów Wojennych C. i K. Komendantury Wojskowej w Krakowie. Należy do I Okręgu Cmentarnego Nowy Żmigród.

## Opis
Cmentarz znajduje się w centrum wsi po południowej stronie drogi Ożenna – Wyszowatka. Ma kształt wydłużonego prostokąta otoczonego drewnianym płotem. Głównym akcentem architektonicznym cmentarza jest kamienny mur pomnikowy, znajdujący się przy wejściu od strony gospodarstwa, zwieńczony zachowanym oryginalnym krzyżem nakrytym daszkiem. W polach krzyża małe stylizowane krzyże dwuramienne.
Na cmentarzu pochowano 266 żołnierzy rosyjskich w 27 mogiłach zbiorowych i 6 grobach pojedynczych, poległych w listopadzie i grudniu 1914.
Obiekt znajduje w obrębie gospodarstwa. Zachowany w dobrym stanie, po dokonanej renowacji w 2000–2002.

## Galeria

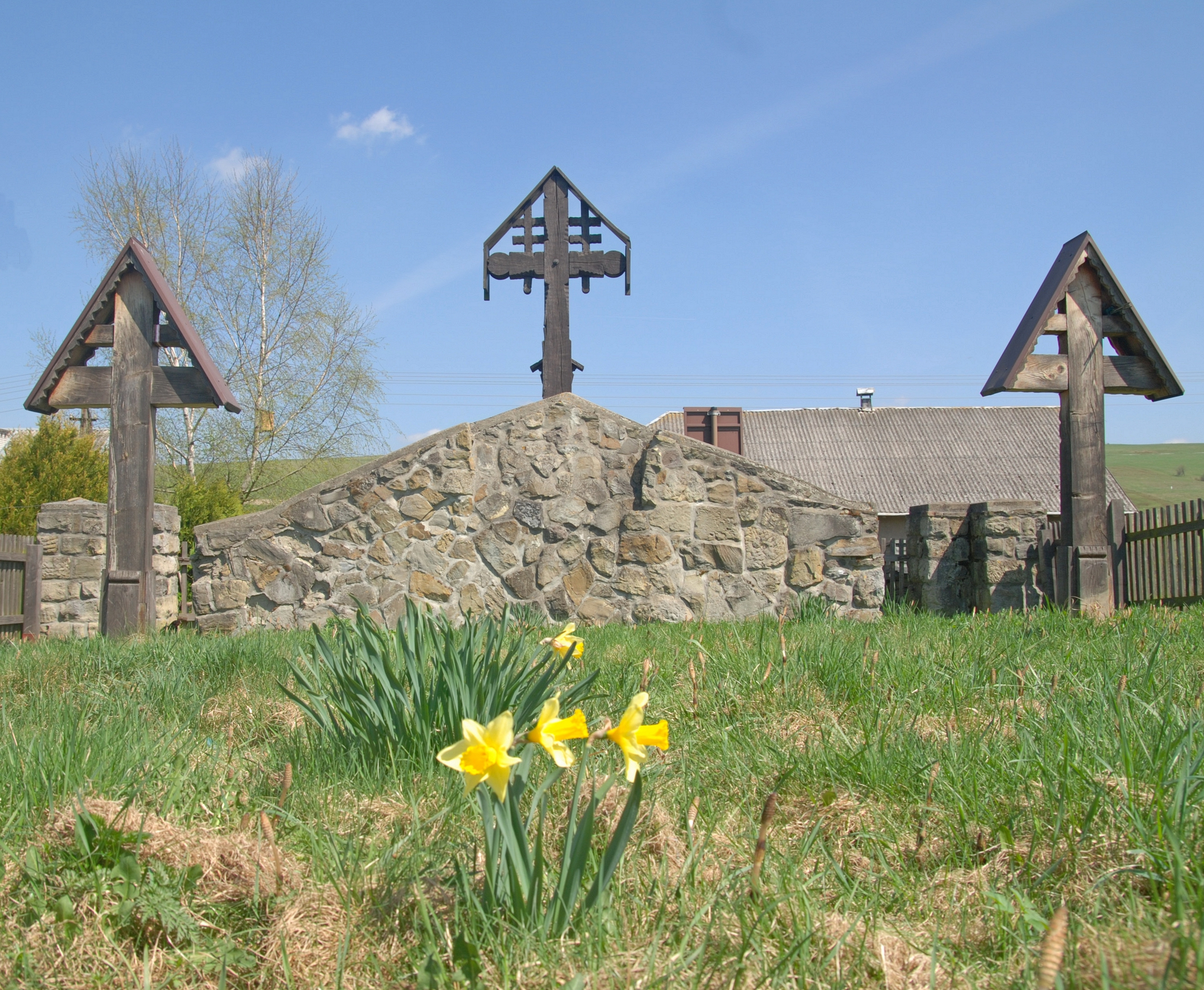
Widok na pomnik główny
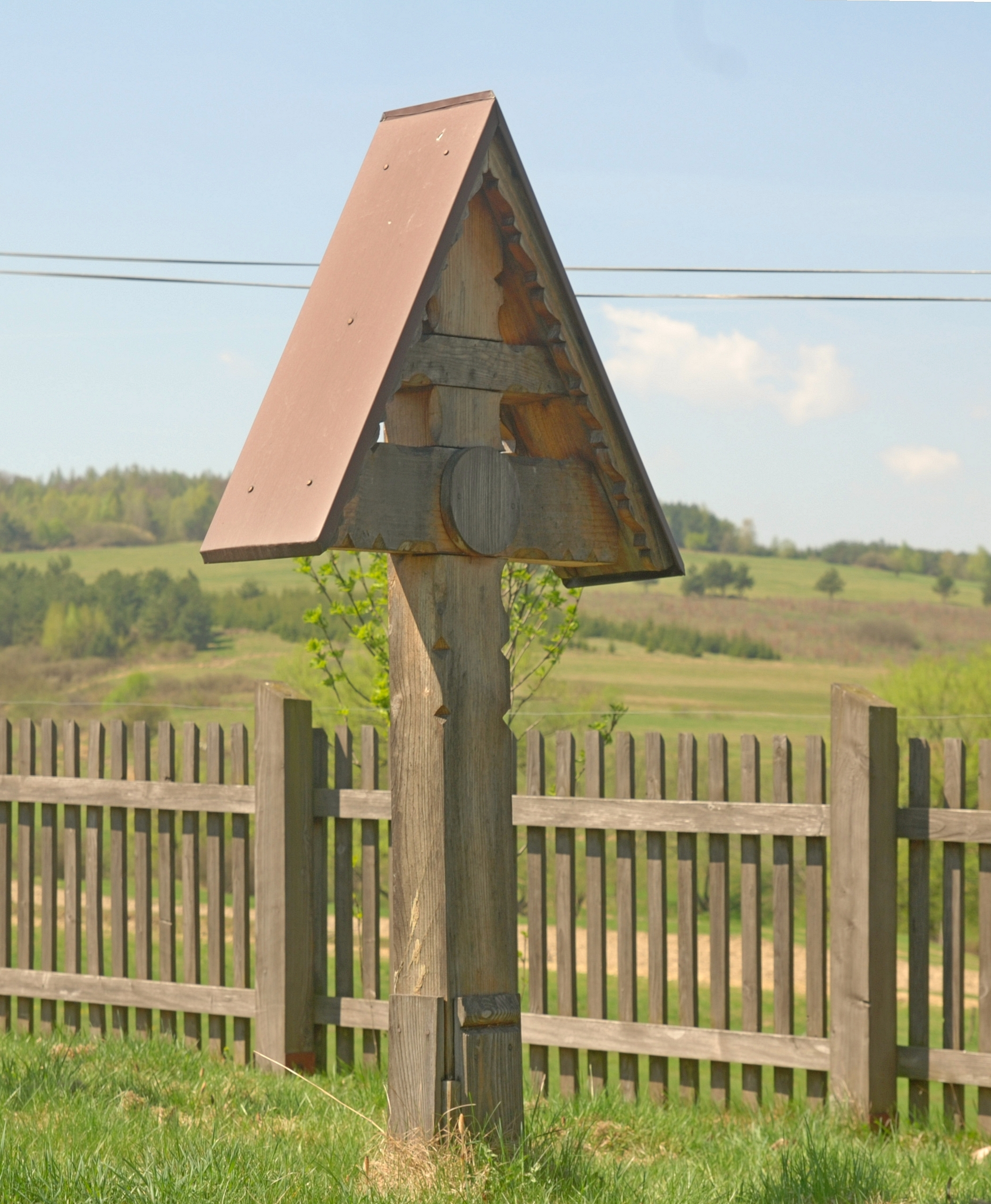
Krzyż dwuramienny
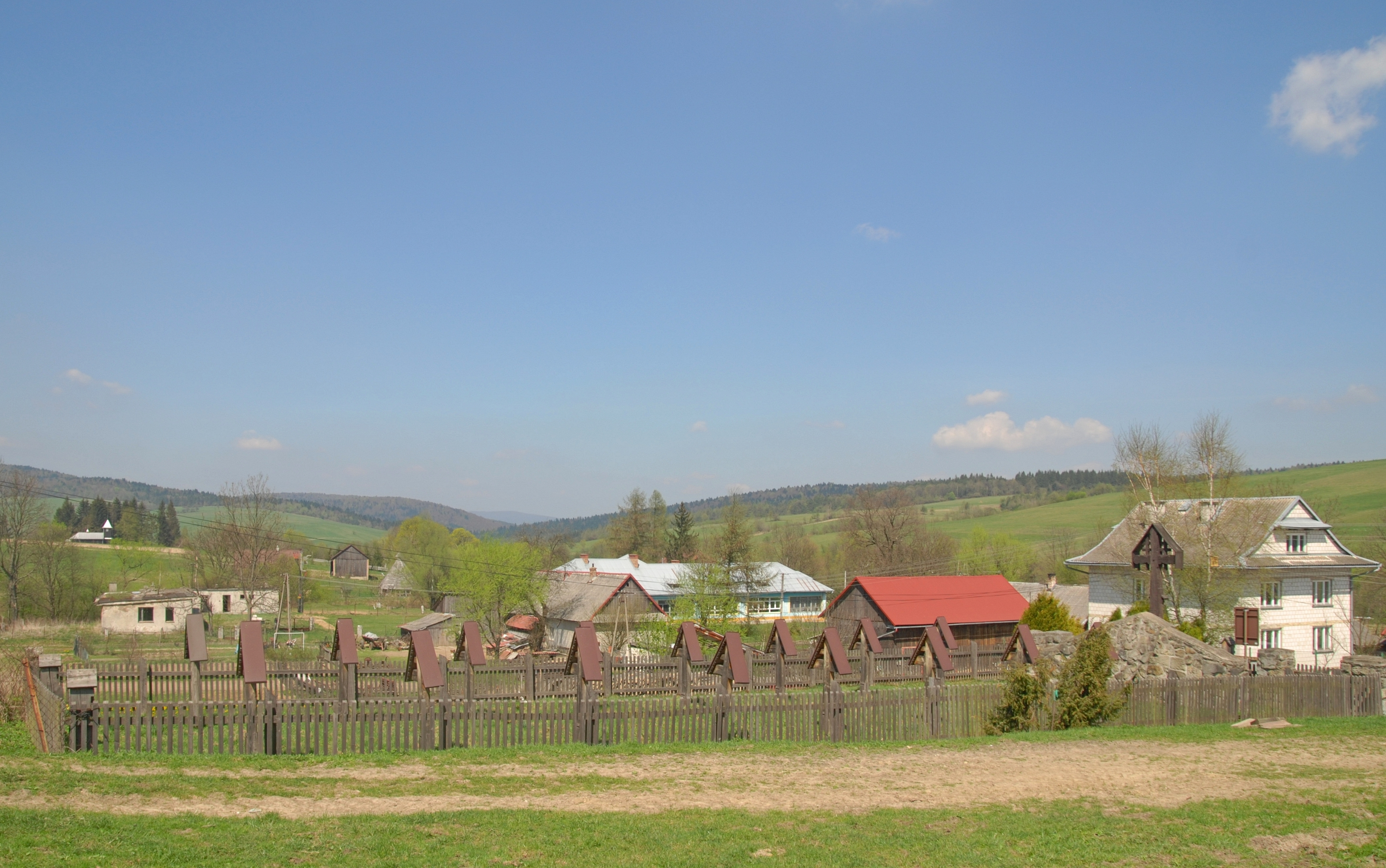
Widok ogólny